# Luigi Facta
Luigi Facta (Pinerolo, 16 de novembro de 1861 – Pinerolo,  5 de novembro de 1930) foi um político italiano. Foi Presidente do Conselho de Ministros da Itália, de 26 de fevereiro de 1922 até renunciar ao cargo, em 31 de outubro de 1922, três dias depois da Marcha sobre Roma. Facta foi sucedido por Benito Mussolini, cujo governo duraria de 1922 a 1943 e seria o mais longo da história da Itália unificada.

## Biografia
Facta nasceu em Pinerolo, Piemonte, Itália. Ele estudou direito e depois se tornou jornalista. Ingressou na política em 1892, quando foi eleito para a Câmara dos Deputados por Pinerolo, cadeira que ocupou por 30 anos. Facta, membro do Partido Liberal, atuou como subsecretário dos departamentos de justiça e interior no gabinete da coalizão durante grande parte de seu tempo no Parlamento. Ele também foi o Ministro das Finanças italiano de 1910 até 1914 e 1920 até 1921. Com a eclosão da Primeira Guerra Mundial, Facta apoiou a neutralidade da Itália, mas depois apoiou a guerra quando a Itália entrou nela. Seu filho foi morto na guerra e ele disse que tinha orgulho de dar um filho ao seu país.
Facta foi nomeado primeiro-ministro em fevereiro de 1922. Na época, a Itália estava em turbulência política e lidava com a insurgência fascista de Mussolini. Quando Mussolini decidiu marchar sobre Roma, Facta reagiu e quis declarar a lei marcial e enviar o exército para deter Mussolini. Essa declaração precisava ter a assinatura do monarca antes de entrar em vigor. Facta sempre se recusou a explicar os motivos secretos que levaram o rei, Victor Emmanuel III, a não assinar a declaração de emergência. No dia seguinte, Facta e seu governo renunciaram para demonstrar que não aprovavam a decisão do rei. O rei então pediu que Mussolini viesse a Roma para formar um novo governo.
Em 1924, o rei Victor Emmanuel III nomeou Facta senador.
Facta morreu em Pinerolo, Itália, em 1930, com a população em geral acreditando que ele era muito fraco e fiel ao rei para assumir um papel mais ativo em deter Mussolini e a ascensão do fascismo.